# هيلين برترام
هيلين برترام (بالإنجليزية: Helen Bertram)‏ هي ممثلة أمريكية، ولدت في 30 أغسطس 1865 في توسكولا في الولايات المتحدة، وتوفيت في 24 سبتمبر 1953.

## وصلات خارجية
- هيلين برترام على موقع IMDb (الإنجليزية)
- هيلين برترام على موقع قاعدة بيانات برودواي على الإنترنت (الإنجليزية)